# Amonostherium arabicum
Amonostherium arabicum (лат.) — вид полужесткокрылых насекомых-кокцид рода Amonostherium из семейства мучнистые червецы (Pseudococcidae).

## Распространение
Африка: Египет.

## Описание
Питаются соками таких растений, как Matthiola (Brassicaceae).
Вид был впервые описан в 1960 году энтомологом И. М. Эззатом (Ezzat, Y. M.).
Таксон Amonostherium arabicum включён в состав рода Amonostherium Morrison, Morrison, 1922 вместе с видами A. echinatum, A. hymenocleae, A. lichtensioides и другими. Видовое название происходит от родового имени растения-хозяина (Artemisia), на котором происходит развитие червецов.